# Maria da Cunha
Maria da Cunha Zorro (Lisboa, 19 de outubro de 1872 — São Paulo, 10 de janeiro de 1917) foi uma jornalista, escritora, poetisa e conferencista portuguesa, radicada no Brasil.

## Biografia
Maria da Cunha Zorro nasceu em Lisboa, no número 5 do Largo das Portas do Sol, freguesia de São Vicente de Fora, a 19 de outubro de 1872, filha de Francisco da Motta Zorro, natural de Moura e de ascendência espanhola e de sua mulher, Maria Marcelina Rodrigues da Cunha, natural de Pernambuco.
Fez os seus estudos no Convento das Salésias, onde manifestou, desde logo, o seu brilhante talento e a sua aplicação, alcançando sempre os primeiros prémios das disciplinas. Casou ainda jovem, a 15 de junho de 1895, na Igreja de Santa Catarina, em Lisboa, com o oficial administrativo Nicolau António Saldanha da Motta, de quem se divorciou a 30 de outubro de 1913, sem deixar filhos.
Considerada muito culta, atendendo sobretudo ao nulo ou baixo nível educacional da esmagadora maioria das mulheres portuguesas, no início do século XX, edita o seu primeiro livro de poesia, Trindades, em 1909. Fica a dever-se a seu tio, o célebre filólogo Cândido de Figueiredo, a apreciação que lhe é feita por Júlio Dantas e pelo Conde de Monsaraz. Devido ao êxito alcançado, é dada ao prelo uma segunda edição, logo em 1911. Desta feita "muito acrescentada com várias composições inéditas e com juízo crítico do Sr. Dr. Sílvio de Almeida, afamado publicista brasileiro", são dele as seguintes considerações: "A fantasia fecunda de D. Maria da Cunha sabe extrair efeitos novos de imagens velhas; e os seus versos, obedecendo embora às correntes modernas, têm sempre uma característica singular ou distinta. (...) E o meu humilde louvor fora bem dispensável, depois dos encomiásticos pareceres de Júlio Dantas e do Conde de Monsaraz." A obra, editada pela Livraria Guimarães & C.ª, recebeu também elogios de Eduardo Schwalbach, Albino Forjaz de Sampaio, Malheiro Dias e José Veríssimo.
A decisão de partir para o Brasil terá resultado de inúmeras circunstâncias. Contudo, é lícito acreditar que o ambiente homofóbico tenha contribuído para a mudança de país. Sua mãe segue-a, o que é sempre referido nas versões mais polidas da sua vivência. Contudo, poucos referem aquilo que já era um dado adquirido, Maria da Cunha acompanha a deslocação da jornalista Virgínia Quaresma (1882-1973), com quem tinha, mais do que uma relação de proximidade, uma ligação amorosa. Em 1912, rumam ao Rio de Janeiro, apelidado pela escritora como "Cidade das Flores", num soneto datado daquele ano. A profissão será mais um laço de cumplicidades, visto que ambas ingressaram nos quadros do periódico carioca A Época, tendo ali trabalhado alguns anos. Maria da Cunha foi tradutora de vários livros de origem francesa e espanhola, utilizando por vezes o pseudónimo Marieta Trindade.
Foi também proprietária e redatora do jornal literário dominical A Grinalda, dedicado à defesa dos direitos das mulheres. Realizou conferências em São Paulo, Ribeirão Preto, Campinas e noutros lugares, citando-se A canção na música e na literatura da Europa, Como cantam os velhos povos da Europa sentados à sombra das lendas ou A Itália artística. Escreveu também uma pequena peça teatral para benefício da atriz Adelina Abranches, então em São Paulo.
Faleceu repentinamente em São Paulo (onde lhe tinha sido garantida por várias pessoas importantes, uma colocação vantajosíssima no magistério), a 10 de janeiro de 1917, aos 44 anos de idade. Encontra-se sepultada no Cemitério da Consolação, num túmulo mandado erigir por sua amiga Ana de Vilalobos Galheto.

## Obras
- Trindades (1909)
- O Livro da Noite (1915)